# Dioxano
Dioxano é um dos isômeros do dioxacicloexano, um cicloexano em que dois -CH2- são substituídos por -O-:
- 1,4-Dioxano - isômero para
- 1,3-Dioxano - isômero meta
- 1,2-Dioxano - isômero orto